# Cairo Santos
Cairo Fernandes Santos (* 12. November 1991 in Limeira, Brasilien) ist ein brasilianischer American-Football-Spieler auf der Position des Kickers. Derzeit spielt er für die Chicago Bears in der National Football League (NFL).

## Frühe Jahre
Santos wuchs in Brasilien auf. Später ging er auf die Tulane University in Louisiana. 2012 gewann er den Lou Groza Award.

## NFL
Nachdem Santos im NFL Draft 2014 nicht ausgewählt worden war, unterzeichnete er am 19. Mai 2014 einen Vertrag bei den Kansas City Chiefs. Am 30. August 2014 wurde er zum Stammkicker der Chiefs ernannt. Er setzte sich vor der Saison gegen Ryan Succop durch. Am 7. September 2014, im Spiel gegen die Tennessee Titans, wurde er der erste brasilianische Spieler in der NFL. In seiner ersten Saison verwandelte er 25 von 30 Field-Goal-Versuchen und alle 38 Point-after-Touchdown-Versuche.
In seiner zweiten Saison im Spiel gegen die Cincinnati Bengals, am 4. Oktober 2015, schaffte er es, sieben Field Goals zu verwandeln, das sind die zweitmeisten Field Goals, die je in einem einzigen Spiel erzielt wurden.
In der Saison 2016 erzielte er im Spiel gegen die Houston Texans ein 54-Yard-Field-Goal, das zu diesem Zeitpunkt längste in seiner Karriere. Außerdem wurde er im November 2016 zum AFC-Special-Teams-Spieler des Monats gewählt.
Am 30. September 2017 wurde er von den Chiefs auf Grund einer Verletzung entlassen. Am 20. November 2017 unterschrieb er einen Vertrag bei den Chicago Bears.
Nach einem kurzen Intermezzo bei den Los Angeles Rams, bei denen er im Oktober 2018 kurzzeitig den verletzten Greg Zuerlein ersetzte, verpflichteten ihn die Tampa Bay Buccaneers am 12. November 2018 für den zuvor entlassenen Chandler Catanzaro. Nachdem die Buccaneers in der fünften Runde des NFL Draft 2019 den Kicker Matt Gay ausgewählt hatten, wurde Santos am 31. August 2019 entlassen.
Zur Saison 2019 nahmen ihn die Tennessee Titans als Ersatz für den verletzten Ryan Succop unter Vertrag. Nachdem er in Woche 5 gegen die Buffalo Bills vier Field Goals vergeben hatte, wurde er von den Titans entlassen.
Santos wurde 2020 von den Bears wiederverpflichtet. Im Rahmen der finalen Kaderverkleinerung wurde er entlassen, aber kurz darauf für den Practice Squad verpflichtet. Einen Tag vor dem ersten Spiel der Saison wurde er in den aktiven Kader befördert, da der etatmäßige Kicker Eddy Piñeiro mit einer Verletzung ausgefallen war. Santos traf bei allen fünf Kicks und erzielte zwei Field Goals sowie drei Extrapunkte. In Woche 6 gegen die Carolina Panthers erzielte er ein Fiedgoal aus 55 Yards und erreichte damit einen neuen Karrierebestwert. Santos traf in der Saison 2020 bei 30 von 32 Field-Goal-Versuchen und 36 von 37 Extrapunktversuchen. Im März 2021 unterschrieb er eine Vertragsverlängerung um mindestens drei Jahre in Chicago.

## Persönliches
Am 15. September 2013 starb Santos’ Vater bei einem Flugzeugunglück in Brasilien.